# بیچ‌وود (میشیگان)
بیچ‌وود (به انگلیسی: Beechwood) یک منطقهٔ مسکونی در ایالات متحده آمریکا است که در شهرستان اتاوا، میشیگان واقع شده‌است. بیچ‌وود ۷٫۰ کیلومتر مربع مساحت و ۳٬۰۱۵ نفر جمعیت دارد و ۱۸۵ متر بالاتر از سطح دریا واقع شده‌است.